# Hugo Armando González
Hugo Armando González Muñoz (Santiago del Cile, 11 marzo 1963) è un ex calciatore cileno, di ruolo difensore.

## Carriera

### Club
Ha giocato con varie squadre nella massima serie cilena e in Messico con il Cruz Azul.

### Nazionale
Con la Nazionale cilena ha giocato 24 partite prendendo parte alla Copa América 1989.